# 福賀村
福賀村（ふくがそん）は、山口県阿武郡にあった村。現在の阿武町の内陸部にあたる。

## 地理
- 山岳 ： 真名板山、飯谷山、愛宕山、高牟礼山、西台、東台、木床山、伊良尾山

## 歴史
- 1889年（明治22年）4月1日 - 町村制の施行により、福田上村・福田下村・宇生賀村の区域をもって発足。
- 1955年（昭和30年）1月1日 - 奈古町・宇田郷村と合併して阿武町が発足。同日福賀村廃止。